# Hamdallah Mustawfi
Ḥamdallāh Mustawfī Qazvīnī (in lingua persiana حمدالله مستوفى قزوینی; 1281 – dopo il 1339/1340) è stato un geografo, storico e poeta persiano.
Vissuto durante l'ultima periodo di esistenza dell'Ilkhanato mongolo e l'interregno che seguì, egli era originario di Qazvin e apparteneva a una famiglia di mustawfi (contabili), da cui il suo nome. Fu uno stretto collaboratore dell'eminente visir e storico Rashid al-Din Hamadani, che lo ispirò a scrivere testi di rilevanza storica e geografica. A Mustawfi si iscrivono principalmente tre opere, ovvero nell'ordine Ta'rīkh-i guzīde ("Storia scelta"), Ẓafar-nāmè ("Libro della vittoria") e Nuzhat al-qulūb ("Beatitudine dei cuori"). Figura molto influente, lo stile con cui Mustawfi narrò della storia e della geografia dell'Iran risultò fonte d'ispirazione per vari storici conterranei sin dal XIII secolo.
Le sue spoglie giacciono nella tomba di Hamdallah Mustawfi, un mausoleo composto da una struttura cilindrica nella sua città natale Qazvin.

## Biografia

Mappa dell'Iraq persiano. La città natale di Mustawfi, Qazvin, si trova nel sudovest (nordovest dell'odierno Iran), vicino al Mar Caspio

Mustawfi nacque nel 1281 a Qazvin, nell'odierno Iran (Irāq-i Ajam) e nell'allora Iraq persiano. La sua famiglia discendeva da arabi che avevano occupato il governatorato della città nel IX e X secolo, servendo in seguito come "mustawfi" (ragionieri contabili di alto rango) al momento dell'avvento dei Ghaznavidi. Il bisnonno di Mustawfi, Amin al-Din Nasr, aveva servito come mustawfi dell'Iraq, che da allora divenne il soprannome della famiglia. Amin al-Din Nasr, dopo aver lasciato il servizio militare, fu ucciso nel 1220 dai razziatori mongoli dopo il sacco di Qazvin, avvenuto in concomitanza dell'invasione mongola della Corasmia.
In quel contesto, la famiglia di Mustawfi lavorò in maniera assidua sotto i mongoli e riuscì con il tempo ad affermarsi; suo cugino maggiore Fakhr al-Din Mustawfi prestò servizio per breve tempo nelle vesti di visir dell'Ilkhanato, mentre suo fratello Zayn al-Din fu assistente dell'eminente visir e storico Rashid al-Din Hamadani. La famiglia di Mustawfi figurava tra le molte famiglie dell'Iraq persiano divenute celebri durante la parentesi mongola. Presto insorse una rivalità tra i persiani iracheni e i già affermati Khorasani, in particolare tra i Mustawfi e la famiglia Juvayni; tale dualismo emerge chiaramente nell'opera di Mustawfi, dove in alcuni casi egli omette di menzionare i Juvayni. Mustawfi seguì le orme della sua famiglia, venendo nominato nel 1311 contabile responsabile della sua città natale Qazvin, così come di altri distretti vicini, tra cui Abhar, Zanjan e Tarumayn.

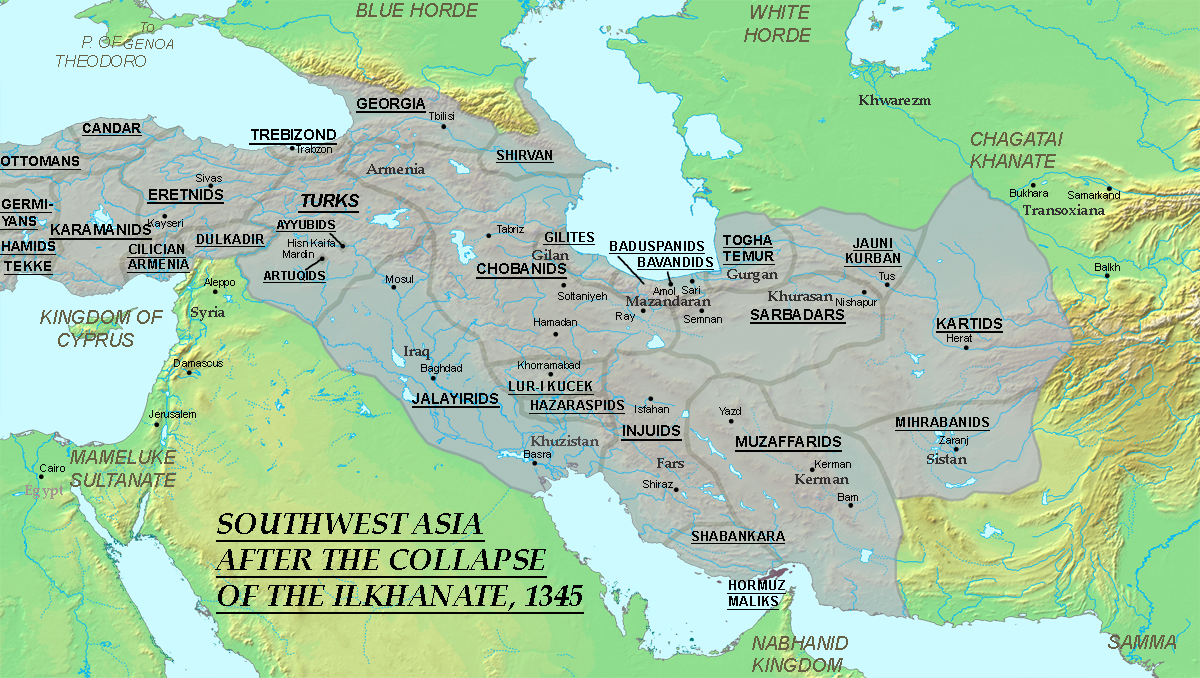
Mappa che mostra lo scenario politico nel Medio Oriente nel 1345, dieci anni dopo la caduta dell'Ilkhanato

A concedergli questo incarico fu Rashid al-Din, che lo fece appassionare alla storia e gli fornì lo stimolo necessario per spronarlo a iniziare a scrivere lo Ẓafar-nāmè ("Libro della vittoria") nel 1320, presentato come una continuazione dello Shāh-Nāmeh di Firdusi ("Libro dei re"). Egli completò i 75.000 versi dell'opera nel 1334, trattando in essa della storia dell'epoca islamica fino all'affermazione dell'Ilkhanato. Prima di allora, nel 1330, aveva già curato un primo importante lavoro, il Ta'rīkh-i guzīde ("Storia scelta"). La cronaca, destinata al figlio di Rashid al-Din Ghiyath al-Din Muhammad, trattava della storia universale, che narrava gli eventi dei profeti. Non si sa nulla della vita di Mustawfi durante le fasi di dissoluzione dell'Ilkhanato, tranne che del suo viaggio da Tabriz e Baghdad.
Nell'estate del 1339, Mustawfi raggiunse Sawa, lavorando per il genero di Ghiyath al-Din Muhammad, Hajji Shams al-Din Zakariya, che era il visir del sovrano jalayride Hasan-e Bozorg (al potere dal 1336 al 1356). Lì provò ad inserirsi nella politica del diwan, ma presto si ritrovò privo del suo impiego dopo il ritiro di Hasan Buzurg a Baghdad a causa della sconfitta del principe chupanide Hasan Kuçek. A quel punto, Mustawfi si trovò a un bivio che lo lasciò indeciso per un po' in quanto non sapeva se far ritorno a Qazvin o fuggire nel decisamente più sicuro Iran meridionale. Alla fine scelse di partire per la città di Shiraz, situata a sud dell'Iran, in cerca di migliori fortune, ma restò deluso dall'accoglienza ricevuta alla corte del sovrano injuide Amir Mas'ud Shah (r. 1338-1342).
Malgrado la brutta impressione, sostò a Shiraz per altri dieci mesi, finché non scelse di andarsene a causa delle lotte intestine scoppiate durante la lotta dinastica tra gli Injuidi per il trono. Tornato a nord, fu ben accolto a Awa, Sawa, Kashan ed Esfahan, facendo infine ritorno a Qazvin alla fine del 1340. Egli riferisce le fasi turbolente da lui vissute in quel periodo della propria vita in diversi delle sue liriche, confessando inoltre di aver patito una malattia (o forse semplicemente la noia) fino a quando non si riprese dopo essersi guadagnato le attenzioni di un mecenate sconosciuto, forse Hasan-e Bozorg. Fu in questo periodo che Mustawfi completò il suo lavoro cosmografico e geografico Nuzhat al-qulūb ("Beatitudine dei cuori"). Morì qualche tempo dopo il 1339/1340 a Qazvin, venendo infine sepolto in una struttura cilindrica con un tetto conico di colore turchese.

## Opere

### Ta'rīkh-i guzīde

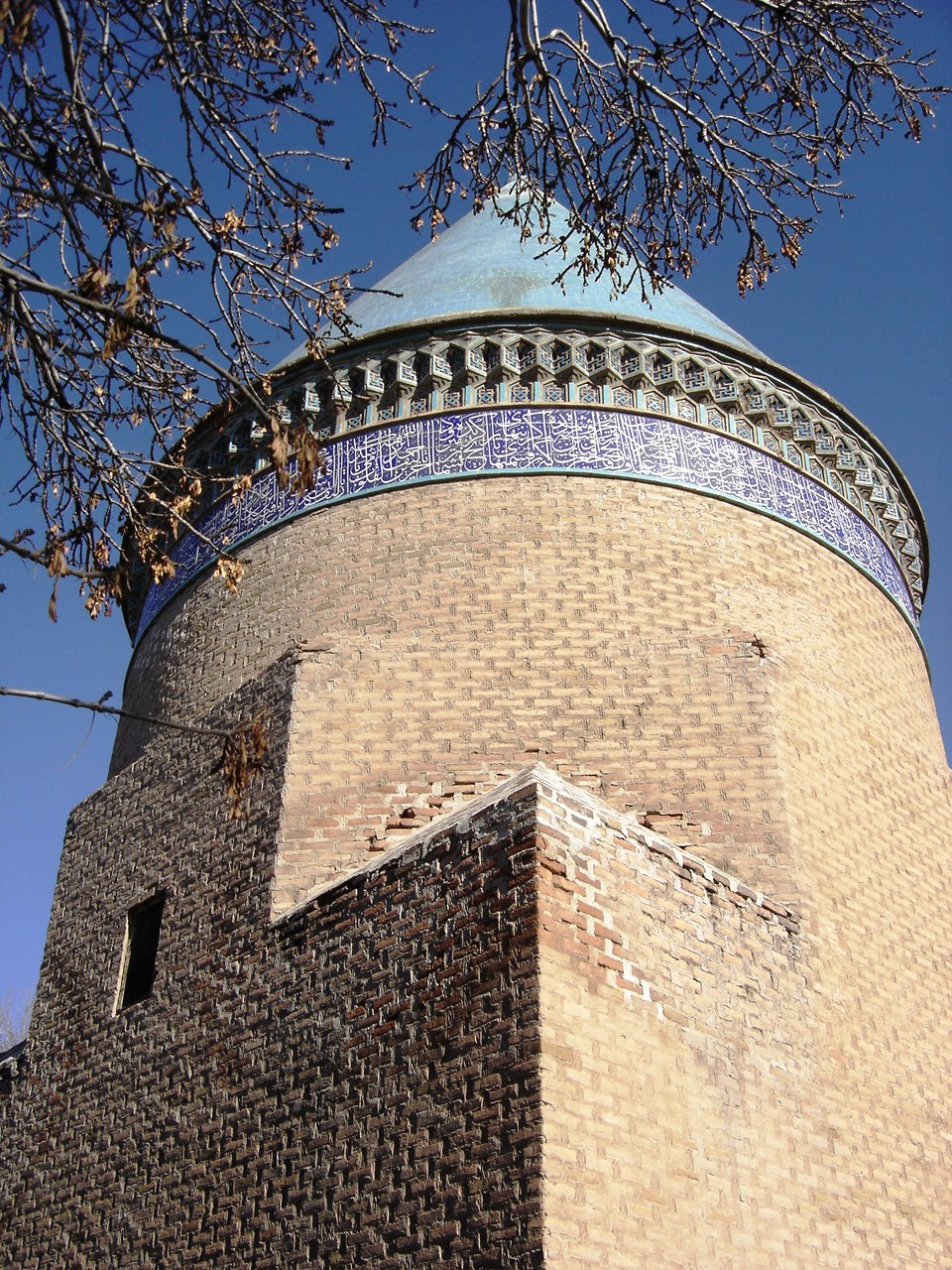
Il mausoleo di Hamdallah Mustawfi a Qazvin, Iran, tomba dello storico e poeta

La prima grande opera realizzata da Mustawfi fu il Ta'rīkh-i guzīde ("Storia scelta"), una storia universale che si propone di raccontare gli eventi accaduti dai tempi dei primi profeti, dei re di epoca pre-islamica dell'Iran e del mondo islamico più in generale. Elaborato in parte sulla scia dell'allora incompleto Ẓafar-nāmè, il lavoro venne ultimato ricorrendo a fonti di epoca precedente ritenute da Mustawfi meritevoli di ogni credito. Il Ta'rīkh-i guzīde contiene informazioni importanti relative al periodo successivo alla morte del monarca ilkhanide Ghazan nel 1304. La descrizione politica si conclude in tono positivo, narrando la nomina a visir dell'Ilkhanato di Ghiyath al-Din Muhammad. Il penultimo capitolo fornisce un'accorata descrizione biografica di illustri studiosi e poeti, mentre l'ultimo descrive Qazvin e ne narra la storia passata. A tal proposito, Mustawfi menziona che prima dell'arrivo dei mongoli gli abitanti di Tabriz si esprimevano in pahlavi, cominciando in seguito a parlare la lingua adhari turca quando vide la luce l'Ilkhanato. Egli testimonia pure che la gente di Maragheh, Zanjan e Ardabil comunicava adottando dialetti persiani.

### Ẓafar-nāmè
La seconda opera di Mustawfi è intitolata Ẓafar-nāmè ("Libro della vittoria") e nasce con l'intento di proporsi quale continuazione dello Shāh-Nāmeh di Firdusi ("Il libro dei re"). Il titolo rappresenta un calco linguistico tratto dal testo medio persiano Piruzinamak. L'autore completò l'opera nel 1334 realizzando 75.000 versi; questi ultimi ripercorrono la storia dell'epoca islamica fino all'affermazione dell'Ilkhanato. Sebbene la prima parte sia legata fortemente dal lavoro di Rashid al-Din (citato dallo stesso Mustawfi), ciò risulta meno evidente rispetto al Ta'rīkh-i guzīde. L'opera presenta anche aspetti che ricordano quelli del contemporanea poema in versi, lo Shahnameh-ye Chengizi, di Shams al-Din Kashani. A prescindere da ciò, lo Ẓafar-nāmè rappresenta una fonte primaria unica con riferimento al mandato del monarca ilkhanide Oljeitu (r. 1304-1316) e quello del suo successore, Abu Sa'id (r. 1316-1335). L'importanza dello scritto era stata già riconosciuta dallo storico di epoca timuride Hafiz-i Abru, che ne incorporò gran parte nel suo Dhayl-e Jame al-tawarikh. Come il Ta'rīkh-i guzīde, la Ẓafar-nāmè ha una conclusione positiva, con Abu Sai'd Bahadur Khan che reprime con successo una rivolta e consente di raggiungere la pace. Tuttavia, è possibile che Mustawfi volesse ampliasse la sua opera ulteriormente, operazione che non gli risultò possibile a causa degli eventi caotici avvenuti durante la disintegrazione dell'Ilkhanato. Una simile ipotesi è avvalorata dal fatto che in seguito compose una continuazione in prosa dello Ẓafar-nāmè, la quale menziona la morte di Abu Sai'd Bahar Khan e le rivolte che ebbero luogo subito dopo in Iran.

### Nuzhat al-qulūb
(Nuzhat al-qulūb, p. 135)
L'opera principale di Mustawfi resta il Nuzhat al-qulūb ("Beatitudine dei cuori"), ossia praticamente l'unica fonte disponibile che descrive la geografia e la vita quotidiana in epoca ilkhanide. Essa fornisce infatti informazioni preziosissime sul governo, il commercio, la vita economica, i conflitti tra i vari gruppi sociali, la politica di riscossione delle tasse e altre questioni di carattere ordinario. Proprio come nel Ta'rīkh-i guzīde e nello Ẓafar-nāmè, Mustawfi nega di essere capace di compiere lavori simili e afferma di essere stato incoraggiato dai suoi amici a comporre l'opera. Confessa inoltre che una fonte persiana sarebbe stata utile, tenendo presente che la maggior parte delle fonti geografiche sull'Iran erano state realizzate in lingua araba (si pensi ai testi di Abū Zayd al-Balkhī e Ibn Khordadhbeh).

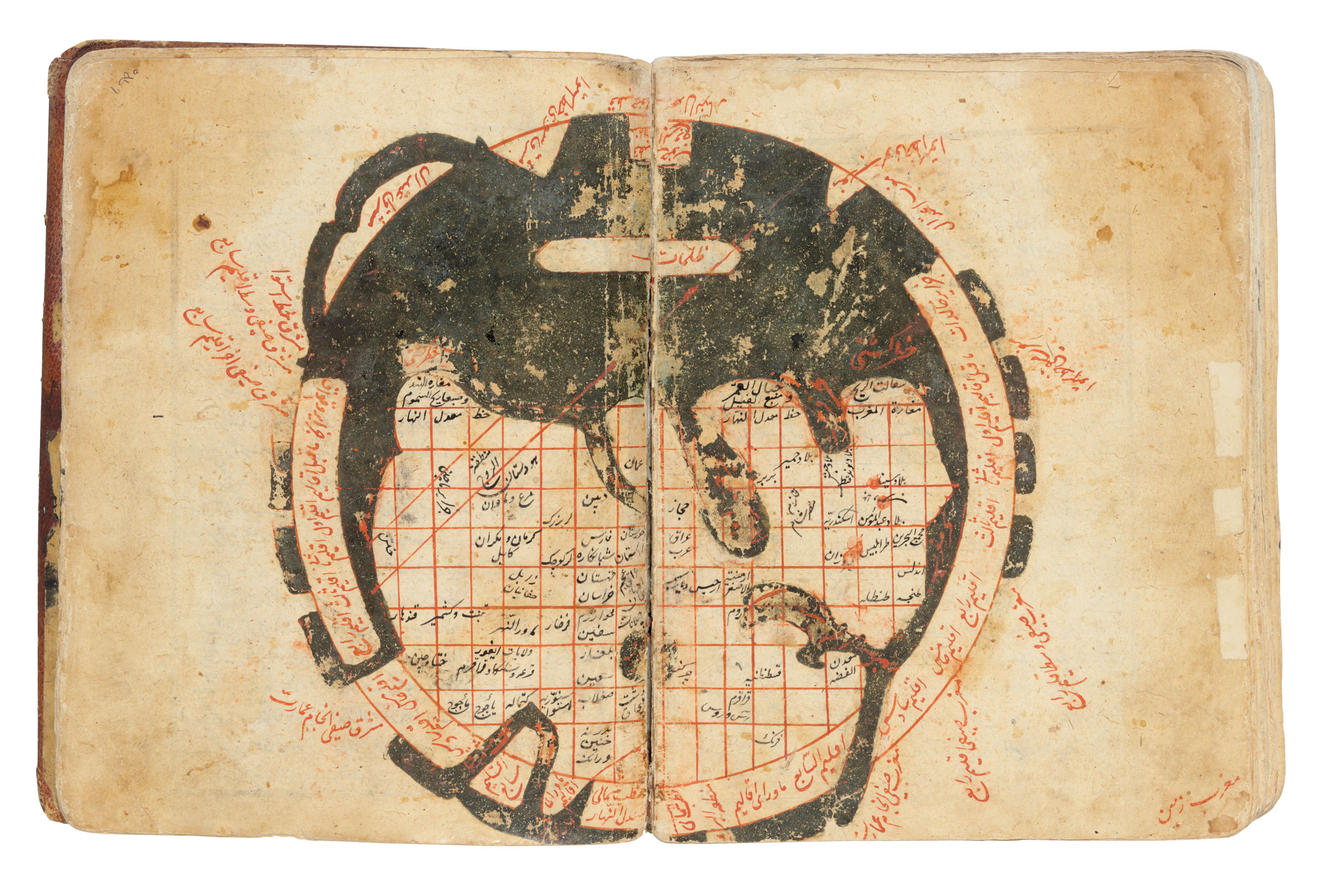
Mappa geografica dell'Iran basata su una copia del Nuzhat al-qulūb. Il lavoro fu realizzato nell'Iran safavide il 18 ottobre 1641

L'opera è considerata un valido contributo per la ricostruzione della storia etno-nazionale dell'Iran. È interessante inoltre notare come Mustawfi impieghi il termine "Iran" nel suo lavoro. Sin dalla dissoluzione dell'impero sasanide iraniano nel 651, il concetto di Iran o Iranzamin ("la terra dell'Iran") come entità politica appariva ormai un lontano ricordo. Ciononostante, gli abitanti di quella terra continuarono a sentirsi uniti come popolo e, in alcuni casi, gli autori stranieri adoperano il termine con riferimento alla realtà geografica in esame. Con l'avvento dell'Ilkhanato, il concetto di Iran ritornò in auge e riprese vigore. Secondo lo storico moderno Peter Jackson, la ragione di questa rinascita si dovette alla scomparsa del califfato abbaside nel 1258 e al «relativo esautoramento dell'Islam politico». Mustawfi descrive i confini geografici dell'Iran, che si estendono dal fiume Indo alla Corasmia e alla Transoxiana a est fino alle porte di Costantinopoli e alla Siria a ovest, ovvero delle regioni tutte comprese nel territorio dei Sasanidi. Il poeta comprende le province dell'Iran in 20 distretti qui elencati: Iraq ("Iraq arabo") o «cuore dell'Iranshahr», Iraq persiano, Arran, Mughan, Shirvan (tra mar Caspio e fiume Kura, Georgia, Bisanzio, Armenia, Rabi'a, Kurdistan, Khuzestan, Fars, Shabankara, Kirman, Mukran, Hormuz (sponda orientale del Golfo Persico, Nimruz, Khorasan, Mazandaran, Qumis (il territorio situato tra la parte meridionale della catena montuosa dell'Elburz e la porzione settentrionale del Dasht-e Kavir), Tabaristan e Gilan. Questo modo di concettualizzare la storia e la geografia dell'Iran è stato emulato da altri storici sin dal XIII secolo.

## Il pensiero religioso
Stando a quanto sostenuto dagli studiosi, Hamdallah era uno «sciita convinto», come dimostrano le molte prove a sostegno di quest'affermazione sparpagliate nella sua dettagliata descrizione della storia dei Dodici Imam nel Tarikh-i guzida, così come in quella dei quartieri sciiti in Iran nel Nuzhat al-qulūb. Tuttavia, egli non gradiva esponenti sciiti quali Sa'd al-Din Savaji, definito un rafezi, e anche l'emiro sciita Hajji al-Dilqandi, criticato dal poeta per aver omesso i primi tre califfi nella khuṭba. L'iranologo Charles Melville ipotizza che Hamdallah potrebbe essere stato in realtà un sunnita sciafeita, che era il madhhab predominante all'epoca a Qazvin e anche la scuola di pensiero di Rashid al-Din Hamadani.

### Esplicative
1. ↑  È incerto se il suo nome sia Hamd o Hamdallah. Humayun-Farrukh lo chiama "Homad": Melville (2003), pp. 631-634.
2. ↑  Cioè un uomo che rifiutava la validità dei califfati dei primi due successori di Maometto, ovvero Abū Bakr e ʿUmar.

### Bibliografiche
1. 1 2 3 4 5 6 7 8 9 10 11 12  Spuler (1971), p. 122.
2. ↑  Hillenbrand (2007), p. 97.
3. ↑  Komaroff (2012), p. 94.
4. 1 2 3 4 5 6 7 8 9 10 11 12 13 14 15 16 17 18 19 20 21 22 23 24 25 26 27 28 29  Melville (2003), pp. 631-634.
5. 1 2  Lane (2014), p. 190.
6. ↑  Jackson (2017), p. 275.
7. ↑  Kamola (2019), p. 166.
8. ↑  Kashani-Sabet (2014), p. 17.
9. ↑  Melville (2012), p. 165.
10. 1 2 3 4 5  Ashraf (2006), pp. 507-522.
11. 1 2 3  Melville (2019), p. 42.
12. ↑  Melville (2012), p. 166.
13. 1 2  Jackson (2017), p. 325.